# Monaro Highway
Der Monaro Highway ist eine Fernverkehrsstraße in den australischen Bundesstaaten New South Wales und Victoria, sowie im Australian Capital Territory. Er verbindet die Majura Road am Flughafen Canberra im Australian Capital Territory mit dem Princes Highway in Cann River in Victoria.

## Geschichte
Die Straße ist nach der Region Monaro benannt, durch die sie verläuft. Das Teilstück in Victoria hieß vor seiner Befestigung Cann Valley Highway und wurde dann zu einem Teil des Monaro Highway erklärt.

## Verlauf
Der Monaro Highway beginnt im Ostteil der australischen Hauptstadt Canberra in der Nähe des Flughafens. Dort stößt die von Norden kommende Majura Road (R23) auf die Fairbairn Avenue aus Nordwesten. Der Monaro Highway führt von dort nach Süden weiter und überquert den Molonglo River. Zwischen den Vororten Fyshwick und Symonston zweigt der Kings Highway (R52) nach Südwesten ab. Der Monaro Highway folgt der Grenze zwischen dem Australian Capital Territory und New South Wales nach Süden und überschreitet sie südlich von Williamsdale. Er folgt dem Oberlauf des Murrumbidgee River nach Cooma, wo der Snowy Mountains Highway (R18) nach Nordwesten abzweigt. Gemeinsam mit ihm setzt der Monaro Highway seinen Weg nach Süd-Südosten fort und überschreitet den Kamm der Great Dividing Range bei Nimmitabel. Ca. 16 km weiter südlich zweigt der Snowy Mountains Highway nach Osten in Richtung Bega ab, während der Monaro Highway nach Süden zur Stadt Bombala führt.
Von Bombala aus setzt die Fernstraße ihren Weg nach Süden fort und überquert nach ca. 36 km die Grenze nach Victoria. Dort bildet sie die Westgrenze des South-East-Forest-Nationalparks und des südlich anschließenden Coopracambra-Nationalparks. In Cann River am gleichnamigen Fluss mündet der Monaro Highway in den Princes Highway (A1) und endet.

## Bedeutung und Nummerierung
Der Monaro Highway ist rund 200 km lang und bildet einen Teil der Verbindung zwischen Sydney und den Snowy Mountains. Auf dem Gebiet von New South Wales erhielt die Straße die Nummer 23 des National Highway-Systems. Der Staat Victoria führte Ende der 1990er Jahre das neue alphanumerische System ein; dort trägt die Straße die Bezeichnung B23.